# Europastraße 15
Die Europastraße 15 (E 15) ist eine europäische Fernverbindung von Inverness in Schottland über England und Frankreich nach Algeciras in Spanien. Sie ist 3610 km lang.

## Verlauf
- Großbritannien
  - A9: Inverness, Perth
  - Motorway M90: Perth, Edinburgh
  - A68 und A696: Edinburgh, Newcastle upon Tyne
  - A1, Newcastle upon Tyne, Doncaster, London
  - M20: London, Dover

Die E 15 hat zwischen Dover und Calais eine Lücke, die mit Fährverbindungen über den Ärmelkanal überbrückt wird. Der Eurotunnel mit dem Eurotunnel Shuttle bietet eine alternative Verbindung über Folkestone.
- Frankreich
  - Autoroute A26
    - Calais

  - Autoroute A1
  - Autoroute A3
  - Boulevard périphérique
    - Paris

  - Autoroute A6
    - Lyon

  - Autoroute A7
    - Orange

  - Autoroute A9
    - Narbonne
    - Perpignan

- Spanien
  - Autopista AP-7/Autovía A-7
    - Girona
    - Barcelona
    - Tarragona
    - Castellón de la Plana
    - Valencia
    - Alicante
    - Elche
    - Murcia
    - Almería
    - Motril
    - Málaga
    - Algeciras
- *Anschluss Europastraße 5